# La gazza ladra (film 2024)
La gazza ladra (La Pie voleuse) è un film francese del 2024 diretto da Robert Guédiguian, anche co-autore della sceneggiatura con Serge Valletti.

## Trama
Marsiglia, quartiere di L’Estaque (XVI arrondissement).
Maria si dedica ad aiutare e ad accudire le persone anziane. Un tempo affascinata dall’agiatezza borghese, ma ora in condizioni economiche precarie, Maria è convinta che la vita vada vissuta nel presente, seguendo i propri desideri e le proprie passioni, come quella per la musica. Per restare fedele a questo ideale, come La gazza ladra di Rossini, compie una serie di piccoli furti ai danni dei suoi anziani clienti, convinta di non fare nulla di male, per togliersi qualche sfizio che altrimenti le sarebbe precluso (come una cena a base di ostriche vista mare), ma soprattutto per riuscire a pagare le lezioni di piano al promettente nipotino. I furti però vengono a galla e innescano una serie di inevitabili conseguenze che metteranno a dura prova gli equilibri della sua famiglia e di coloro ai quali ha dedicato la vita.

## Distribuzione
Il film è stato distribuito in Italia giovedì 17 aprile 2025 da Officine UBU.